# Gewöhnlicher Sägefisch
Der Gewöhnliche Sägefisch (Pristis pristis), auch Sägerochen, Schwerthai oder Leichhardts Sägerochen (nach Ludwig Leichhardt) genannt, ist eine Art der Familie der Sägerochen (Pristidae). Die Fische können über 6 Meter lang werden und ein Höchstalter von über 50 Jahren erreichen.

## Merkmale
Der Gewöhnliche Sägefisch kann über 6 Meter lang werden. Es gibt auch Berichte über 7 bzw. 7,5 Meter lange Exemplare. Die Fische sind auf der Rückenseite einfarbig braun, die Bauchseite ist weißlich. Der Rumpf ist haiartig und langgestreckt, im Querschnitt oben zylindrisch und auf der Bauchseite deutlich abgeflacht. Rumpf und Schwanzstiel sind nicht deutlich voneinander getrennt. Auffälligstes Merkmal ist das kräftige, lange, sägeartige Rostrum. Das Rostrum beginnt direkt vor den Augen (oben) bzw. Nasenöffnungen (unten) und wird nach vorne etwas schmaler. Die Spitze des Rostrums ist abgerundet. Der Abstand zwischen den Augen und der Spitze des Rostrums liegt bei 23,8 bis 30,9 % der Gesamtlänge. Auf jeder Seite des Rostrums befinden sich 14 bis 23 Zähne. Die Rostralzähne haben einen gleichmäßigen Abstand zueinander, nur an der Spitze stehen sie etwas dichter. Der Kopf ist abgeflacht und breit. Die Spritzlöcher liegen auf der Kopfoberseite deutlich hinter den Augen. Die Nasenöffnungen, das Maul und die je fünf Kiemenspalten befinden sich auf der Kopfunterseite. Die Nasenöffnungen sind kurz und breit. Sie sind deutlich vom Maul getrennt und werden teilweise von großen Nasenvorhängen verdeckt. Das Maul ist fast gerade. Die zwei Rückenflossen sind relativ groß und stehen weit auseinander. Die Form beider Flossen ist ähnlich, die erste ist nur geringfügig größer als die zweite. Der Hinterrand der Rückenflossen ist konkav. Der Ansatz der ersten Rückenflosse liegt deutlich vor der Bauchflossenbasis. Die Brustflossen sind deutlich von Kopf und Rumpf abgesetzt und dreieckig. Ihr Hinterrand ist gerade. Die Bauchflossen sind klein und dreieckig. Die Schwanzflosse ist gut entwickelt mit einem großen oberen und einem kleinen unteren Lobus.

## Verbreitung und Gefährdung

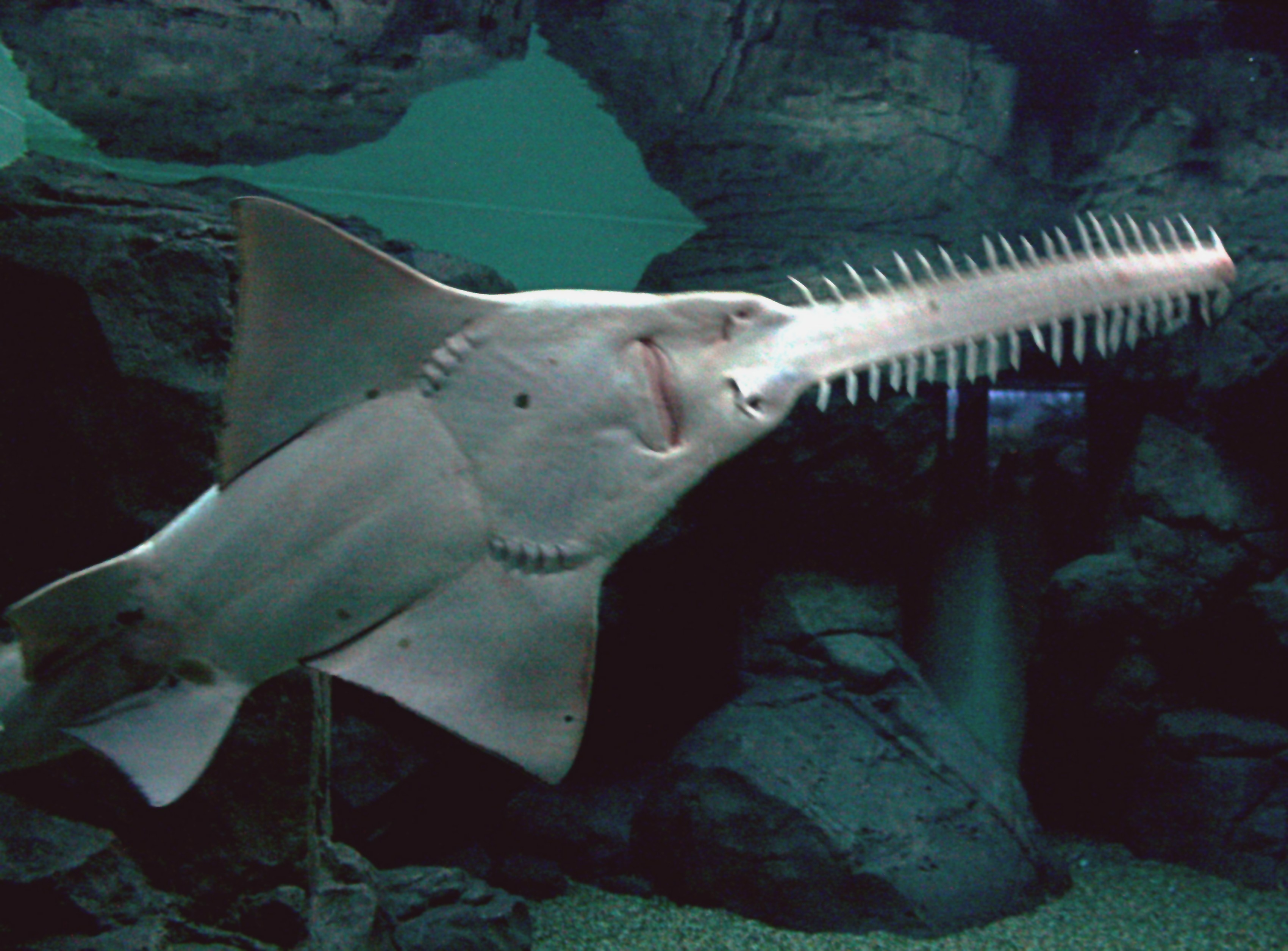
Unterseite eines Sägefischs

Der Gewöhnliche Sägefisch hatte ursprünglich eine globale tropische Verbreitung und kam mit vier Subpopulationen im östlichen und westlichen Atlantik, im östlichen Pazifik und im Indopazifik, zwischen 45° nördlicher und dem 17° südlicher Breite immer in der Nähe der Küsten und des Bodengrunds vor. In den letzten Jahrzehnten hat die Zahl der Tiere in allen vier Subpopulationen dramatisch abgenommen und in vielen ursprünglich zum Verbreitungsgebiete gehörenden Gebieten sind die Sägefische inzwischen verschwunden. Im westlichen Atlantik, wo der Gewöhnliche Sägefisch ursprünglich von Florida und Louisiana bis nach Brasilien vorkam, gibt es möglicherweise noch einige Tiere in abgelegenen Küstengebieten von Französisch-Guayana, Suriname und Guyana, außerdem Süßwasserbestände im unteren Amazonasgebiet und im Einzugsbereich von Rio San Juan und Nicaraguasee in Nicaragua. Aus dem östlichen Atlantik, wo das Verbreitungsgebiet des Sägerochens früher von Portugal bis Angola reichte, gibt es aus den letzten Jahrzehnten nur noch sehr wenige Sichtungen einzelner Exemplare in westafrikanischen Flüssen, im Ogooué und in der Mündung des Kongos. Im Mittelmeer ist der Gewöhnliche Sägefisch seit dem 19. Jahrhundert ausgestorben. Ein verbliebenes Verbreitungszentrum der Art ist die Nordküste Australiens. Der Gewöhnliche Sägefisch wird von der IUCN als vom Aussterben bedroht (critically endangered) gelistet.

## Lebensweise
Gewöhnliche Sägefische sind euryhalin und vertragen auch Brack- und Süßwasser und bewohnen den sandigen oder schlammigen Grund flacher Küstengewässer, Lagunen oder Flussmündungen sowie Flüsse und Süßwasserseen. In Flüssen bevorzugen die Fische trübe, schlammige Zonen. Den Amazonas wandern sie bis zu 750 km hinauf. Eine Population im Nicaraguasee ist möglicherweise stationär, wandert nicht und vermehrt sich auch im Süßwasser. Sägefische ernähren sich von Fischen und verschiedenen bodenbewohnenden wirbellosen Tieren. Das Höchstalter, ermittelt an den Wachstumsringen der Wirbel, liegt bei 51 Jahren.

## Fortpflanzung
Gewöhnliche Sägefisch wachsen langsam, werden spät erwachsen, vermehren sich ovovivipar und haben eine geringe Fruchtbarkeit. Im Nicaraguasee, wo es eine stationäre, nicht wandernde Population gibt, die sich dort auch fortpflanzt, paaren sich die Fische wahrscheinlich von Mai bis Juli und die Jungfische werden etwa fünf Monate später vn Oktober bis Dezember geboren. Pro Wurf werden ein bis 13 Jungfische geboren, die bei der Geburt etwa 73 bis 80 cm lang sind. In ihrem ersten Lebensjahr wachsen sie 35 bis 40 cm. Mit dem Älterwerden nimmt ihre Wachstumsrate immer mehr ab und liegt im Alter von zehn Jahren bei 12 cm und in ihren letzten zehn Lebensjahren bis 4 bis 5 cm pro Jahr. Geschlechtsreif werden sie mit einem Alter von zehn Jahren bei einer Länge von ca. drei Metern. An den Küsten des westlichen Australien sollen die Fische kurz nach der Geburt 80 bis 90 cm lang sein und die Population im Indopazifik soll mit einer Länge von 2,4 Metern geschlechtsreif werden. In Queensland werden die Jungfische im Süßwasser geboren, verbringen die ersten drei bis vier Jahre im Süßwasser, wobei sie eine Größe von bis zu zwei Metern erreichen, und wandern später in die Flussmündungen und küstennahe marine Gebiete. Exemplare wurden 325 km stromaufwärts im Mitchell River und 500 km stromaufwärts im Einasleigh River, sowie 300 km stromaufwärts im nordwestaustralischen Fitzroy River gefunden. Auch die bei Neuguinea vorkommenden Sägerochen laichen im Süßwasser. Relativ oft findet man sie in den großen Flüssen Fly, Sepik, Ramu, Mamberamo und Digul. Besonders häufig sind sie im mittleren Fly River, beziehungsweise in dem mit ihm verbundenen Lake Murray, wo sie die Hauptarme und Altwasser bewohnen. Einzelne Tiere wurden bis in den Oberlauf in der Gegend um Kiunga gesichtet.

## Systematik und Taxonomie
Carl von Linné beschrieb den Gewöhnlichen Sägefisch im Jahr 1758 in seiner Systema Naturae unter der Bezeichnung Squalus pristis als „ein Hai mit einer flachen, knöchernen, schwertartigen Schnauze, bezahnt auf beiden Seiten“. Er stützte sich dabei auf ältere Beschreibungen durch den französischen Naturforscher Guillaume Rondelet von 1554 und den flämisch-niederländischen Gelehrten Charles de l’Écluse (Clusius) von 1605. Die Gattung Pristis wurde im Jahr 1790 durch den deutschen Naturwissenschaftler Heinrich Friedrich Link eingeführt.
Synonyme von Pristis pristis sind Pristis antiquorum Latham, 1794, Pristis canaliculata Bloch & Schneider, 1801, Pristis leichhardti Whitley, 1945, Pristis microdon Latham, 1794, Pristis perotteti Müller & Henle 1841 und Pristis zephyreus Jordan 1895. Pristis microdon und Pristis perotteti galten noch bis 2012 als eigenständige Arten und wurden mit Pristis pristis zur Largetooth-Group innerhalb der Sägefische zusammengefasst. Die Synonymisierung erfolgte, nachdem man zwischen in Museen hinterlegten Exemplaren der drei Arten keine morphologischen Unterschiede feststellen konnte. In der Gattung Pristis ist Pristis pristis die basale Schwestergruppe einer von den drei anderen Arten (Zwergsägerochen (P. clavata), Schmalzahn-Sägerochen (P. pectinata) und Langkamm-Sägerochen (P. zijsron)) gebildeten Klade (smalltooth group).